# Magic Fly
Magic Fly (рус. Волшебный полёт) — дебютный студийный альбом французской группы Space, вышедший в 1977 году.

## Об альбоме
Диск записан на студии «Sydney Bechett», запись и сведение сделал Patrick Fraigneau. Magic Fly выдержан в стилях синти-поп, диско.
Трек «Magic Fly» использовался в качестве звукоряда к телевизионным кадрам посадки Бурана. Также существует ряд кавер-версий на трек «Magic Fly». Самые известные из них — версия Мишеля Крету из альбома «Trans Atlantic Air Waves», a также проекта «ППК». В 1985 году Марк «Flood» Эллис, известный по сотрудничеству с группами Depeche Mode и Erasure сделал ремикс на композицию «Magic Fly».
В 2004 году английский проект «S.Club Junior» сделал ремейк трека «Magic Fly» с вокалом. Трек называется «New Direction Magic Fly».

## Релизы
Альбом с 1977 года выпускался во многих странах мира на виниле и аудиокассете, а в 1996 году был переиздан на CD. Оригинальное издание вышло во Франции на лейбле «Vogue». Почти все релизы этого альбома соответствуют оригиналу (не считая трека № 4, который в оригинальной и американской версиях слегка укорочен). Так, на немецком издании фирмы «Hansa» (1977) изменен порядок треков, а в 1983 году в СССР вышел диск «Волшебный полёт» (фирма «Мелодия»), на котором трек № 7 по идеологическим соображениям был заменён на композицию «Just Blue» из одноимённого альбома 1978 года. В первом издании альбома на CD в 1996 году (фирма «PolyGram») трек № 7 сокращён по времени с 8:18 до 7:11, в 1998 году лейбл «Virgin» (Франция) переиздаёт альбом с полной версией этого трека. В издание 2006 года добавлен бонусный трек «Bank’s Theme», более известный как «The Winner» из сольного альбома Дидье Маруани «Le Gagnant» (1979). Американская, австралийская, колумбийская (1977), а также советская (1983) версии альбома выходили с обложками, отличными от оригинала.

## Оригинальный треклист
| №  | Название                  | Длительность |
| -- | ------------------------- | ------------ |
| 1. | «Fasten Seat Belt»        | 5:58         |
| 2. | «Ballad for Space Lovers» | 2:16         |
| 3. | «Tango in Space»          | 4:28         |
| 4. | «Flying Nightmare»        | 3:14 / 3:31  |
| 5. | «Magic Fly»               | 4:18         |
| 6. | «Velvet Rape»             | 4:27         |
| 7. | «Carry On, Turn Me On»    | 8:18         |

## Немецкий треклист
| №  | Название                  | Длительность |
| -- | ------------------------- | ------------ |
| 1. | «Magic Fly»               | 4:20         |
| 2. | «Fasten Seat Belt»        | 6:01         |
| 3. | «Velvet Rape»             | 4:27         |
| 4. | «Flying Nightmare»        | 3:30         |
| 5. | «Ballad for Space Lovers» | 2:47         |
| 6. | «Tango in Space»          | 4:29         |
| 7. | «Carry On, Turn Me On»    | 8:19         |

## Советский треклист
| №  | Название             | Длительность |
| -- | -------------------- | ------------ |
| 1. | «Пристегните ремни»  | 5:58         |
| 2. | «Баллада»            | 2:16         |
| 3. | «Танго в космосе»    | 4:28         |
| 4. | «Наваждение»         | 3:31         |
| 5. | «Волшебный полет»    | 4:18         |
| 6. | «Вежливое похищение» | 4:27         |
| 7. | «Синева»             | 4:32         |

## Участники записи
- Дидье Маруани — автор всех треков, синтезаторы, фортепиано.
- Ролан Романелли — аранжировка, синтезаторы.
- Маделин Белл — вокал (7).
- Пьер-Ален Даан (Pierre-Alain Dahan) — ударные.
- Жан-Филипп Илиеско — продюсер.
- Дизайн обложки — Г.Миллер (оригинальное издание), Петер Ллойд (американское издание), Апрелевский завод грампластинок (советское издание);

## Чарты
| Страна         | Место |
| -------------- | ----- |
| Австрия        | 18    |
| Великобритания | 2     |
| ФРГ            | 7     |
| Норвегия       | 18    |
| Швеция         | 21    |